# Баррека, Антонио
Антонио Баррека (итал. Antonio Barreca; родился 18 марта 1995 года, Турин, Италия) — итальянский футболист, защитник клуба «Кальяри».

## Клубная карьера
Баррека — воспитанник клуба «Торино». Летом 2014 года для получения игровой практики Антонио на правах аренды перешёл в «Читтаделлу». 1 сентября в матче против клуба «Модены» он дебютировал в итальянской Серии B. 15 ноября в поединке против «Карпи» Антонио забил свой первый гол за «Читтаделлу». Летом 2015 года Баррека вновь был отдан в аренду, его новым клубом стал «Кальяри». 17 октября в матче против «Новары» он дебютировал за новую команду. По итогам сезона Антонио помог «Кальяри» вернуться в элиту. Летом 2016 года Баррека вернулся в «Торино». 18 сентября в матче против «Эмполи» он дебютировал в итальянской Серии A.
Летом 2018 года Баррека перешёл во французский «Монако», подписав контракт на пять лет. 11 августа в матче против «Нанта» он дебютировал в Лиге 1.
31 января 2019 года Баррека был арендован до конца сезона 2018/19 английским клубом «Ньюкасл Юнайтед». Соглашение предусматривает возможность выкупа контракта футболиста.

## Международная карьера
В 2017 году в составе молодёжной сборной Италии Баррека принял участие в молодёжном чемпионата Европы в Польше. На турнире он сыграл в матчах против команд Германии, Испании и Дании.